# Iulius Candidus (Legio I Italica)
Iulius Candidus (sein Praenomen ist nicht bekannt) war ein im 2. oder 3. Jahrhundert n. Chr. lebender Angehöriger der römischen Armee.
Durch eine Weihinschrift, die bei Old Kilpatrick gefunden wurde, ist belegt, dass Candidus Centurio der Legio I Italica war. Aus der Inschrift geht hervor, dass er vorübergehend Kommandeur (curam agente) der Cohors I Baetasiorum civium Romanorum war, die zu diesem Zeitpunkt in der Provinz Britannia stationiert war.
Laut RIB war Candidus acting commander der Kohorte, d. h., er hatte anstelle des eigentlichen Kommandeurs vorübergehend das Kommando über die Kohorte inne. In der Inschrift wird aber auch der eigentliche Kommandeur der Kohorte, der Präfekt Publicius Maternus, aufgeführt. Laut Eric Birley kann es für die Angabe des Präfekten in der Inschrift zwei Gründe geben: entweder war der Präfekt gerade abwesend oder Candidus befehligte nur einen abgeordneten Teil der Kohorte, während der Rest der Einheit an einem anderen Ort weiterhin dem Befehl von Maternus unterstand.
Die Inschrift wird bei RIB auf 142/180 datiert, bei der EDCS dagegen auf 208/211. Laut RIB wurde von Eric Birley vorgeschlagen, dass Candidus mit einem Teil der Legio I Italica um 208 für den Britannien-Feldzug des Septimius Severus von Moesia inferior verlegt wurde; andere Historiker nehmen dagegen an, dass Candidus ein Centurio der römischen Armee in Britannien war, der zur Legio I Italica versetzt werden sollte. Laut RIB spricht die Qualität der Inschrift und die Verwendung von cui praeest für eine Datierung in die Regierungszeit von Antoninus Pius (138–161).
Beim Hadrianswall wurden in der Nähe des Kastells Vercovicium drei Inschriften gefunden, die belegen, dass eine Centurie einer ersten Kohorte unter dem Kommando eines Centurios Iulius Candidus hier anwesend war. Es ist unsicher, ob es sich dabei um den Iulius Candidus der Legio I Italica handelt, da durch eine Inschrift für Britannien ein weiterer Iulius Candidus in der Legio XX Valeria Victrix belegt ist; darüber hinaus sind noch zwei Centurionen mit diesem Namen in Legionen belegt, die in anderen Provinzen stationiert waren.